# كاليب رالف
كاليب رالف (بالإنجليزية: Caleb Ralph)‏ هو لاعب اتحاد الرغبي نيوزلندي، ولد في 10 سبتمبر 1977 في روتوروا في نيوزيلندا.

## وصلات خارجية
- كاليب رالف عل موقع إسبنسكروم (الإنجليزية)
- كاليب رالف على موقع ItsRugby.co.uk (الإنجليزية)
- كاليب رالف على موقع اتحاد ألعاب الكومنولث (مؤرشف) (الإنجليزية)